# Dragon Ball GT
Dragon Ball GT (ドラゴンボールGT, Grand Tour) is een Japanse animeserie en het vervolg op Dragon Ball Z. 

## Productie
De productie van Dragon Ball GT is anders dan de voorgangers Dragon Ball en Dragon Ball Z, omdat Dragon Ball GT niet gebaseerd is op de Dragon Ball manga bedacht door Akira Toriyama. Hoewel de manga al gestopt was, ging animatiestudio Toei Animation zelf aan de slag met een nieuwe serie. Toriyama heeft echter wel karakterontwerpen geleverd aan de serie en meegeholpen aan het concept van de serie. Toriyama heeft aangegeven zelf ook deze kant op te zijn geweest mits hij de Dragon Ball manga verder had geschreven.
Dragon Ball GT begon 7 februari 1996 en eindigde 19 november 1997 en telt 64 afleveringen. 
In Nederland werd de serie (met nasynchronisatie van de Blue Water dub) uitgezonden tussen 2003 en 2005 op Yorin. 

## Saga's
Net zoals de voorgaande series bestaat Dragon Ball GT uit zogenaamde saga's, samenhangende stukken verhaal.
- Black Star Dragon Ball Saga
- Baby Saga
- Super 17 Saga
- Shadow Dragon Saga

## Verhaal
Enkele jaren na het gevecht tussen Goku en de gereïncarneerde Majin Boo besluit Pilaf de Black Star Dragon Balls te gaan zoeken. Hij vindt ze en op het moment dat hij de macht over de wereld zou wensen, komt Goku tevoorschijn. Pilaf schiet in paniek en wenst dat Goku weer net zo klein is als bij hun vorige ontmoeting (dit was niet zijn bedoeling). Goku wordt weer klein en de Dragon Balls verspreiden zich over het heelal. Dan wordt duidelijk dat de Black Star Balls een nadelig effect hebben: als ze niet binnen een jaar herenigd zijn op de planeet waarop een wens gedaan is, zal die planeet vernietigd worden. Dit is het begin van een lange reis door de ruimte waarin Goku naar andere planeten reist om de Dragon Balls te vinden en te wensen dat hij weer normaal zou worden, en zo tegelijkertijd de aarde te redden. Pan (dochter van Videl en Gohan) en Trunks vergezellen hem. Na dit planeetreizen moeten ze ook nog vechten tegen enorm sterke vijanden zoals Baby, Android 17 en de Shadow Dragons. Ook worden Goku en Vegeta Super Saiyan 4 en zullen ze de fusion uitvoeren (twee mensen die één worden).

### TV Special
Dragon Ball GT heeft naast de gewone serie ook één TV special gekend. A Hero's Legacy, vindt plaats aan het einde van Dragon Ball GT en volgt het verhaal van Goku Jr.

## Cast
| Karakter     | Japans            | Engels            |
| ------------ | ----------------- | ----------------- |
| Goku         | Masako Nozawa     | Sean Schemmel     |
| Kid Goku     | Masako Nozawa     | Stephanie Nadolny |
| Trunks       | Takeshi Kusao     | Eric Vale         |
| Pan          | Yūko Minaguchi    | Elise Baughman    |
| Son Goten    | Masako Nozawa     | Robert McCollum   |
| Oob          | Atsushi Kisaichi  | Sean Teague       |
| Vegeta       | Ryō Horikawa      | Christopher Sabat |
| Bulma        | Hiromi Tsuru      | Tiffany Vollmer   |
| Bulla        | Hiromi Tsuru      | Pariksi Fakhri    |
| Gohan        | Masako Nozawa     | Kyle Hebert       |
| Videl        | Yūko Minaguchi    | Lucy Small        |
| Chi-Chi      | Naoko Watanabe    | Cynthia Cranz     |
| Krillin      | Mayumi Tanaka     | Sonny Strait      |
| Android 18   | Miki Itō          | Meredith McCoy    |
| Piccolo      | Toshio Furukawa   | Christopher Sabat |
| Hercule      | Daisuke Gōri      | Chris Rager       |
| Majin Boo    | Kōzō Shioya       | Josh Martin       |
| Master Roshi | Hiroshi Masuoka   | Mike McFarland    |
| Dr. Gero     | Kōji Yada         | Kent Williams     |
| Baby         | Yūsuke Numata     | Mike McFarland    |
| Android 17   | Shigeru Nakahara  | Chuck Huber       |
| Frieza       | Ryūsei Nakao      | Linda Young       |
| Cell         | Norio Wakamoto    | Dameon Clarke     |
| Syn Shenron  | Hidekatsu Shibata | Bob Carter        |